# Подоросский сельсовет
Подоросский сельсовет — административная единица на территории Волковысского района Гродненской области Республики Беларусь. Административный центр — агрогородок Подороск.

## Состав
Подоросский сельсовет включает 14 населённых пунктов:
- Великое Село — деревня.
- Верусино — деревня.
- Голышки — деревня.
- Губчицы — деревня.
- Дубичи — деревня.
- Дубровники — деревня.
- Конюхи — деревня.
- Краски — деревня.
- Омшары — деревня.
- Подороск — агрогородок.
- Севашки — деревня.
- Седельники — деревня.
- Старинки — деревня.
- Шамбелин — деревня.

## Достопримечательность
- Усадьба Сегеней (XIX в.) в д. Краски
- Православная церковь Параскевы Пятницы (1872 г.) в д. Седельники
- Свято-Троицкая церковь и Католический храм Св. Эльжбеты в аг. Подороск
- Усадьба Чечотов-Бохвицев (XIX в.) в аг. Подороск

## Известные уроженцы
- Максимилиан Станислав Рылло (1802—1848) — католический миссионер, теолог